# Ентоні Нанн
Ентоні Нанн (англ. Anthony Nunn, 24 травня 1927 — 7 травня 2025) — британський хокеїст на траві.
Бронзовий призер Олімпійських Ігор 1952 року.